# RUN&GUN
RUN&GUN（ラン・アンド・ガン）は、日本の男性グループ。吉本興業所属。2001年、よみうりテレビのオーディション番組『スタパー!!』にて結成。前身ユニットはD.A.N.K。愛称は、「ランガン」。

## メンバー
- 宮下雄也（みやした ゆうや、1985年9月3日 - 、大阪府出身）
- 米原幸佑（よねはら こうすけ、1986年3月13日 - 、大阪府出身）
- 永田彬（ながた あきら、1985年1月22日 - 、大阪府出身）

## 元メンバー
- 上山竜司（かみやま りゅうじ、1986年9月10日 - 、東京都出身） - 2014年8月31日に卒業。

## 出演
メンバー個人の出演については、それぞれ上山竜司、宮下雄也、米原幸佑、永田彬を参照

### テレビ
- スタパー!!（よみうりテレビ、2000年 - 2002年）
- ダンスアタック2003（CS★日テレ）
- バッテキ!（福岡放送）
- イキナリ!（札幌テレビ）
- 土曜ドカンッ!!（よみうりテレビ）
- ランガング（ABCテレビ）
- AX MUSIC FACTORY（日本テレビ）
  - 2001年7月6日
  - 2001年8月2日
  - 2001年9月19日
  - 2001年12月13日
  - 2002年1月17日
  - 2002年1月31日
  - 2002年2月7日
  - 2002年2月14日
  - 2002年2月21日
  - 2002年2月28日
  - 2002年3月7日
  - 2002年3月14日
  - 2002年3月21日
- HEY!HEY!HEY!（2001年7月30日、2002年1月28日、フジテレビ）
- MelodiX!（テレビ東京）
  - 2001年8月7日
  - 2001年12月25日
  - 2002年7月12日
- 倫敦音楽館 Lon-mu（2001年12月11日、テレビ東京）
- よしもと興業京都支社（2001年12月11日、京都放送）
- saku saku（テレビ神奈川）
  - 2001年12月17日週
  - 2002年7月15日週
  - 2003年2月17日週
  - 2003年7月7日週
- ASAYAN（テレビ東京）
  - 2001年12月23日
  - 2002年1月27日
  - 2002年3月3日
- フジリコ（2002年1月2日、日本テレビ）
- AX MUSIC-TV（日本テレビ）
  - 2002年7月19日
  - 2002年12月6日
  - 2003年3月7日
  - 2003年5月30日
- ダシヌキ!（2002年7月〜2004年9月、東海テレビ）
- おはスタ（2002年9月〜2008年3月、テレビ東京）
- プチドル（2002年、よみうりテレビ）
- ポップジャム（2003年3月1日、NHK）
- 汐留スタイル!（日本テレビ）
  - 2003年5月22日
  - 2004年8月2日
  - 2005年3月4日
- 水曜プレミア 世界最恐JホラーSP 日本のこわい夜（2004年9月22日、TBS）
- ちちんぷいぷい（2005年1月21日、2005年2月25日、毎日放送）
- クリック!（2005年8月11日、日本テレビ）
- エビバディ!Good学園(2012年5月〜LaLaTV)

### 映画
- ROUTE58（2003年、監督：倉持健一）

### 舞台
- 劇団赤鬼 with RUN&GUN『Prisoner#5』（2004年11月26日〜28日）
- 『RUN&GUN -再編- theater odyssey 05-06 大人のエンターテイメント』（2005年6月〜2006年3月）
- ミュージカル『エア・ギア』（東京：2007年1月7日〜14日、大阪：1月19日〜21日）
- ミュージカル『エア・ギア』 vs. BACCHUS Super Range Remix（2007年5月3日〜8日）
- RUN&GUN Stage『ブルーシーツ』（東京：2008年1月9日〜20日、大阪：1月26日〜27日）
- RUN&GUN Stage『YooSoRo!〜日本を変えたヤツらを変えたヤツら〜』（神戸：2008年10月17日〜19日、東京：10月22日〜26日）
- RUN&GUN Stage『僕等のチカラで世界があと何回救えたか』（東京：2010年2月17日〜22日、大阪：2月25日〜27日）
- ミュージカル『エア・ギア』 vs. BACCHUS Top Gear Remix（2010年4月9日〜16日）
- THE RUN&GUN HORROR SHOW『バッカスの宴』（2011年2月2日〜6日）
- 『MEN-tertainment』（2011年6月22日のみ）
- THE RUN&GUN Natale SHOW『バッカスの聖夜』（2011年12月14日〜25日）

### イベント
- RUN＆GUN公演2014『4人組』（2014年8月31日）[1]

### ウェブ
- アンティノスてれび!?（2003年5月22日、2003年7月17日）
- ひかり荘（2005年12月26日〜2007年10月28日、casTY）
- ヨシモト∞（2006年3月26日〜2007年4月1日、2007年12月14日、Y∞Y動画、GyaO、ヨシモトファンダンゴTV）
- 人気グループ!RUN&GUNとニコニコ電話（2011年1月26日、ニコニコ動画）
- よしログ（2011年11月30日、GYAO!）

### ラジオ
- pop up inc.（FM大阪）
- RUN&GUNのランランガンガン大集GO!（東北放送）
- オレたちもっとやってま〜す（MBSラジオ）

### ウェブラジオ
- RUN&GUN Podcast「RUN&GUN SPOT」（2009年2月 - 不定期配信中、RUN&GUN公式サイト）

## ディスコグラフィ

### シングル
|      | 発売日         | タイトル                 | 楽曲制作                                                   | 規格品番   | 最高位 | 登場回数 |
| ---- | -------------- | ------------------------ | ---------------------------------------------------------- | ---------- | ------ | -------- |
| 1st  | 2001年7月4日   | LAY-UP!                  | 作詞：井上秋緒 作曲：浅倉大介 編曲：浅倉大介               | ARCJ-182   | 68位   | 2回      |
| 2nd  | 2001年8月29日  | Ready Go!                | 作詞：井上秋緒 作曲：浅倉大介 編曲：浅倉大介               | ARCJ-187   | 65位   | 1回      |
| 3rd  | 2001年12月5日  | Twinkle Starlight        | 作詞：井上秋緒 作曲：浅倉大介 編曲：浅倉大介               | ARCL-207   | 56位   | 1回      |
| 4th  | 2002年3月6日   | Peace Out イザ、サラバ。 | 作詞：井上秋緒 作曲：浅倉大介 編曲：E's arm                | ARCL-228   | 40位   | 2回      |
| 5th  | 2002年7月10日  | LOOP                     | 作詞：t@ 作曲：大野宏明 編曲：大野宏明                     | ESCL-9010  | 32位   | 2回      |
| 6th  | 2002年11月20日 | WISHING ON               | 作詞：Hiroki Ino 作曲：HIRO-KAZ 編曲：Fumitoshi Nakamura   | ESCL-9086  | 34位   | 2回      |
| 7th  | 2003年2月19日  | shootin' to my eyes      | 作詞：馬場一嘉 作曲：馬場一嘉 編曲：馬場一嘉               | ESCL-9098  | 39位   | 3回      |
| 8th  | 2003年5月21日  | ミ・ラ・イ               | 作詞：馬場一嘉 作曲：馬場一嘉 編曲：馬場一嘉               | ESCL-9107  | 65位   | 2回      |
| 9th  | 2004年8月18日  | BELIEVE                  | 作詞：高見健次 作曲：羽場仁志 編曲：ダンス☆マン            | YRCN-10043 | 117位  | 1回      |
| 10th | 2005年1月19日  | ブラックジャック         | 作詞：外苑前食堂 feat.茂木淳一 作曲：設楽博臣 編曲：Ch@ppy | YRCN-10067 | 124位  | 1回      |

※最高位、登場回数はオリコンチャート

### アルバム
|              | 発売日        | タイトル            | 規格 | 規格品番   | 最高位 | 登場回数 |
| ------------ | ------------- | ------------------- | ---- | ---------- | ------ | -------- |
| 1st          | 2003年7月16日 | FACE                | CD   | ESCL-9112  | 77位   | 2回      |
| ミニアルバム | 2005年2月23日 | 果てしない旅の中で… | CD   | YRCN-11043 |        |          |
| 2nd          | 2006年6月21日 | Re:ing              | CD   | YRCN-11082 |        |          |

※最高位、登場回数はオリコンチャート

## 映像作品
|                      | 発売日        | タイトル                                                      | 規格 | 規格品番   | 最高位 | 登場回数 |
| -------------------- | ------------- | ------------------------------------------------------------- | ---- | ---------- | ------ | -------- |
| ミュージック・ビデオ | 2002年9月19日 | Alley-oop                                                     | DVD  | ESBL-9080  | 32位   | 1回      |
| メイキング・ビデオ   | 2003年5月2日  | “BLUE JOURNEY” the another story of ROUTE58 Featuring RUN&GUN | VHS  | ESVL-9106  |        |          |
| ミュージック・ビデオ | 2003年8月6日  | memory of voyage                                              | VHS  | ESVL9113   |        |          |
| ミュージック・ビデオ | 2003年8月6日  | memory of voyage                                              | DVD  | ESBL-9114  | 177位  | 1回      |
| ライブ・ビデオ       | 2004年3月3日  | SUMMER TOUR 03 -BLUE JOURNEY- 8.20 SHIBUYA AX                 | DVD  | YRBN-13044 | 185位  | 1回      |
| 演劇・ビデオ         | 2008年4月23日 | RUN&GUN Stage「ブルーシーツ」                                 | DVD  | YRBN-80004 |        |          |
| 演劇・ビデオ         | 2009年2月11日 | RUN&GUN Stage「YooSoRo!〜日本を変えたヤツらを変えたヤツら〜」 | DVD  | YRBN-80024 |        |          |
| 演劇・ビデオ         | 2010年6月30日 | RUN&GUN Stage「僕等のチカラで世界があと何回救えたか」         | DVD  | YRBN-80055 |        |          |

※最高位、登場回数はオリコンチャート

## 書籍
| 種別   | 発売日        | タイトル                                      | ISBN                | 発行     |
| ------ | ------------- | --------------------------------------------- | ------------------- | -------- |
| 小説   | 2007年4月24日 | フライングメロン （上山竜司、米原幸佑の共著） | ISBN 978-4062140263 | 講談社   |
| ムック | 2008年2月20日 | TEAM!チーム男子を語ろう朝まで!                | ISBN 978-4778311056 | 太田出版 |
| 写真集 | 2008年3月27日 | 働くMen's写真集 Work-ish                      | ISBN 978-4344812765 | 幻冬舎   |